# Aleksander IV (syn Tigranesa VI)
Aleksander IV (ur. przed 60 n.e., zm. po 94) – król części Cylicji od około 75 do 81/96, przypuszczalnie 93 roku; potomek Heroda Wielkiego.
Był synem Tigranesa VI, króla Armenii Większej. Data urodzenia Aleksandra IV nie jest dokładnie znana, uważa się, że przypadała na okres nie późniejszy niż początek lat 50. I wieku. Przypuszczalnie około 75 roku poślubił Jotape, córkę Antiocha IV, króla Kommageny. Jako prezent ślubny otrzymał od rzymskiego cesarza Wespazjana część Cylicji. Dokładna lokalizacja królestwa Aleksandra jest przedmiotem dyskusji – część badaczy proponuje okolice Elaeussy, inni ziemie plemienia Cietae w Cylicji Trachea. Jotape i Aleksander IV wybijali lokalną monetę; na awersie znajdował się wizerunek męża, a na rewersie żony.
Aleksander IV utracił swoje królestwo za panowania cesarza Domicjana, czyli między 81 a 96 rokiem. Przypuszcza się, że mogło to nastąpić w 93 roku, kiedy swoje państwa utracili krewni Aleksandra – Arystobul, władca Chalkis i Herod Agryppa II, władca Batanei.
Po powrocie z Cylicji między 94 a 110 rokiem Aleksander IV objął urząd konsula. Badacze nie są zgodni co do dokładnej daty tego faktu, jedni wskazują precyzyjnie na rok 103 (jako „kontrkandydat” Aleksandra jest wskazywany Fabiusz Aper), inni sugerują, że miało to miejsce bliżej roku 94.
Aleksander IV miał dwóch synów Agryppę V, kwestora w Azji Mniejszej i Berenicianusa, konsula w 116 roku.